# Liste der Kulturgüter in Schiers
Die Liste der Kulturgüter in Schiers enthält alle Objekte in der Gemeinde Schiers im Kanton Graubünden, die gemäss der Haager Konvention zum Schutz von Kulturgut bei bewaffneten Konflikten, dem Bundesgesetz vom 20. Juni 2014 über den Schutz der Kulturgüter bei bewaffneten Konflikten sowie der Verordnung vom 29. Oktober 2014 über den Schutz der Kulturgüter bei bewaffneten Konflikten unter Schutz stehen.
Objekte der Kategorien A und B sind vollständig in der Liste enthalten, Objekte der Kategorie C fehlen zurzeit (Stand: 13. Oktober 2021).

## Kulturgüter
| Foto |                                                                        | Objekt                                                                                      | Kat. | Typ | Standort                              | Beschreibung |
| ---- | ---------------------------------------------------------------------- | ------------------------------------------------------------------------------------------- | ---- | --- | ------------------------------------- | ------------ |
| ja   | Datei hochladen · Wikidata zu Salginatobelbrücke (Q580046)             | Salginatobelbrücke KGS-Nr.: 3243                                                            | A    | G   | Crausch 773422 / 205931               |              |
| ja   | Datei hochladen · Wikidata zu Reformierte Kirche Schuders (Q2137054)   | Reformierte Kirche KGS-Nr.: 3244                                                            | B    | G   | Schuders, Kirchweg 11 774910 / 207010 |              |
| ja   | Datei hochladen · Wikidata zu Reformierte Kirche St. Johann (Q1617637) | Reformierte Kirche St. Johann KGS-Nr.: 10785                                                | B    | G   | Schuderserstrasse 5 771171 / 204581   |              |
| BW   | Datei hochladen                                                        | Chrea, eisenzeitliche Siedlung, frühmittelalterliches Gräberfeld und Kirchen KGS-Nr.: 17116 | B    | F   | 771235 / 204609                       |              |